# Kanton Rombas
Der Kanton Rombas ist seit 1790 ein französischer Wahlkreis im Arrondissement Metz, im Département Moselle und in der Region Grand Est (bis 2015 Lothringen); sein Hauptort ist Rombas.

## Geschichte
Ein erster Kanton Rombas wurde am 4. März 1790 im Zuge der Einrichtung der Départements als Teil des damaligen „Distrikts Briey“ gegründet. Und bereits 1801 wieder aufgelöst. Der heutige Kanton Rombas entstand am 8. August 1967 bei der Aufteilung des Kantons Metz-Campagne. Bis 2015 gehörten nur 2 Gemeinden zum Kanton Rombas. Mit der Neuordnung der Kantone in Frankreich stieg die Zahl der Gemeinden 2015 auf 14. Zu den bisherigen 2 Gemeinden kamen alle 12 Gemeinden des bisherigen Kantons Marange-Silvange hinzu.

## Lage
Der Kanton liegt nordwestlich von Metz im Westen des Départements Moselle.

## Gemeinden
Der Kanton besteht aus 14 Gemeinden mit insgesamt 45.722 Einwohnern (Stand: 1. Januar 2022) auf einer Gesamtfläche von 110,57 km²:
| Gemeinde                 | Mundart Patois              | Deutsch              | Einwohner (2022) | Fläche (km²) | Code postal | Code Insee |
| ------------------------ | --------------------------- | -------------------- | ---------------- | ------------ | ----------- | ---------- |
| Amanvillers              | –                           | Amanweiler           | 2.154            | 9,76         | 57865       | 57017      |
| Amnéville                | Stolem/Stoolheem Aumnevelle | Amenweiler/Stahlheim | 10.853           | 10,46        | 57360       | 57019      |
| Bronvaux                 | Buchflet                    | Brunwals             | 504              | 1,57         | 57535       | 57111      |
| Fèves                    | –                           | Fewen                | 1.196            | 4,8          | 57280       | 57211      |
| Marange-Silvange         | Märéngen-Silwéngen          | Maringen-Silvingen   | 6.517            | 15,24        | 57535       | 57443      |
| Montois-la-Montagne      | –                           | Montingen            | 2.717            | 7,1          | 57860       | 57481      |
| Norroy-le-Veneur         | –                           | Norringen            | 1.000            | 8,45         | 57140       | 57511      |
| Pierrevillers            | Stenweller                  | Petersweiler         | 1.460            | 5,83         | 57120       | 57543      |
| Plesnois                 | –                           | Plenach/Plenau       | 782              | 3,11         | 57140       | 57546      |
| Rombas                   | Rombéch                     | Rombach              | 9.534            | 11,69        | 57120       | 57591      |
| Roncourt                 | Ronco                       | Ronhofen             | 1.048            | 6,73         | 57860       | 57593      |
| Sainte-Marie-aux-Chênes  | –                           | –                    | 4.512            | 10,19        | 57255       | 57620      |
| Saint-Privat-la-Montagne | –                           | Sankt Privat         | 1.873            | 5,84         | 57855       | 57622      |
| Saulny                   | –                           | Salbach              | 1.572            | 9,8          | 57140       | 57634      |
| Kanton Rombas            | Rombéch                     | Rombach              | 45.722           | 110,57       | -           | -          |

Bis zur landesweiten Neuordnung der französischen Kantone im März 2015 gehörten zum Kanton Rombas aus den beiden Gemeinden Amnéville und Rombas (Hauptort). Sein Zuschnitt entsprach einer Fläche von 22,15 km2. Er besaß vor 2015 einen anderen INSEE-Code als heute, nämlich 5742.

## Bevölkerungsentwicklung
| 1962   | 1968   | 1975   | 1982   | 1990   | 1999   | 2006   | 2012   |
| ------ | ------ | ------ | ------ | ------ | ------ | ------ | ------ |
| 18.712 | 20.904 | 22.299 | 20.684 | 19.770 | 20.057 | 20.195 | 20.044 |

## Politik
Im 1. Wahlgang am 22. März 2015 Camille Gazaud/Alexandre Sinerreichte keines der fünf Kandidatenpaare die absolute Mehrheit. Bei der Stichwahl am 29. März 2015 gewann das Gespann Danielle Calcari-Jean/Lionel Fournier (beide PS) gegen Roland Fremery/Delphine Haffner (beide FN) mit einem Stimmenanteil von 54,06 % (Wahlbeteiligung:44,45 %).
Seit 1967 hatte der Kanton folgende Abgeordnete im Rat des Départements:
| Vertreter im conseil général (1) des Départements | Vertreter im conseil général (1) des Départements | Vertreter im conseil général (1) des Départements |
| Amtszeit                                          | Name                                              | Partei                                            |
| ------------------------------------------------- | ------------------------------------------------- | ------------------------------------------------- |
| 1967–1973                                         | Armand Nass                                       | Républicains indépendants                         |
| 1973–2011                                         | Jean Kiffer                                       | CNIP, danach DVD                                  |
| 2011–2015                                         | Lionel Fournier                                   | PS                                                |
| 2015–                                             | Danielle Calcari-Jean Lionel Fournier             | PS                                                |

(1) seit 2015 Departementrat